# Кілінськ (Таштагольський район)
Кі́лінськ (рос. Килинск) — селище у складі Таштагольського району Кемеровської області, Росія. Входить до складу Коуринського сільського поселення.

## Населення
Населення — 200 осіб (2010; 209 у 2002).
Національний склад (станом на 2002 рік):
- росіяни — 96 %